# 科洛里
科洛里是西非國家岡比亞的城鎮，由北岸區負責管轄，位於該國西部大西洋沿岸，是薩拉昆達的外圍地區，是遊客的渡假地點，1993年人口估計約4,416。

## 外部連結
- Hotels, information & photos （页面存档备份，存于）

13°27′N 16°43′W / 13.450°N 16.717°W